# آنتلوپ کنیون

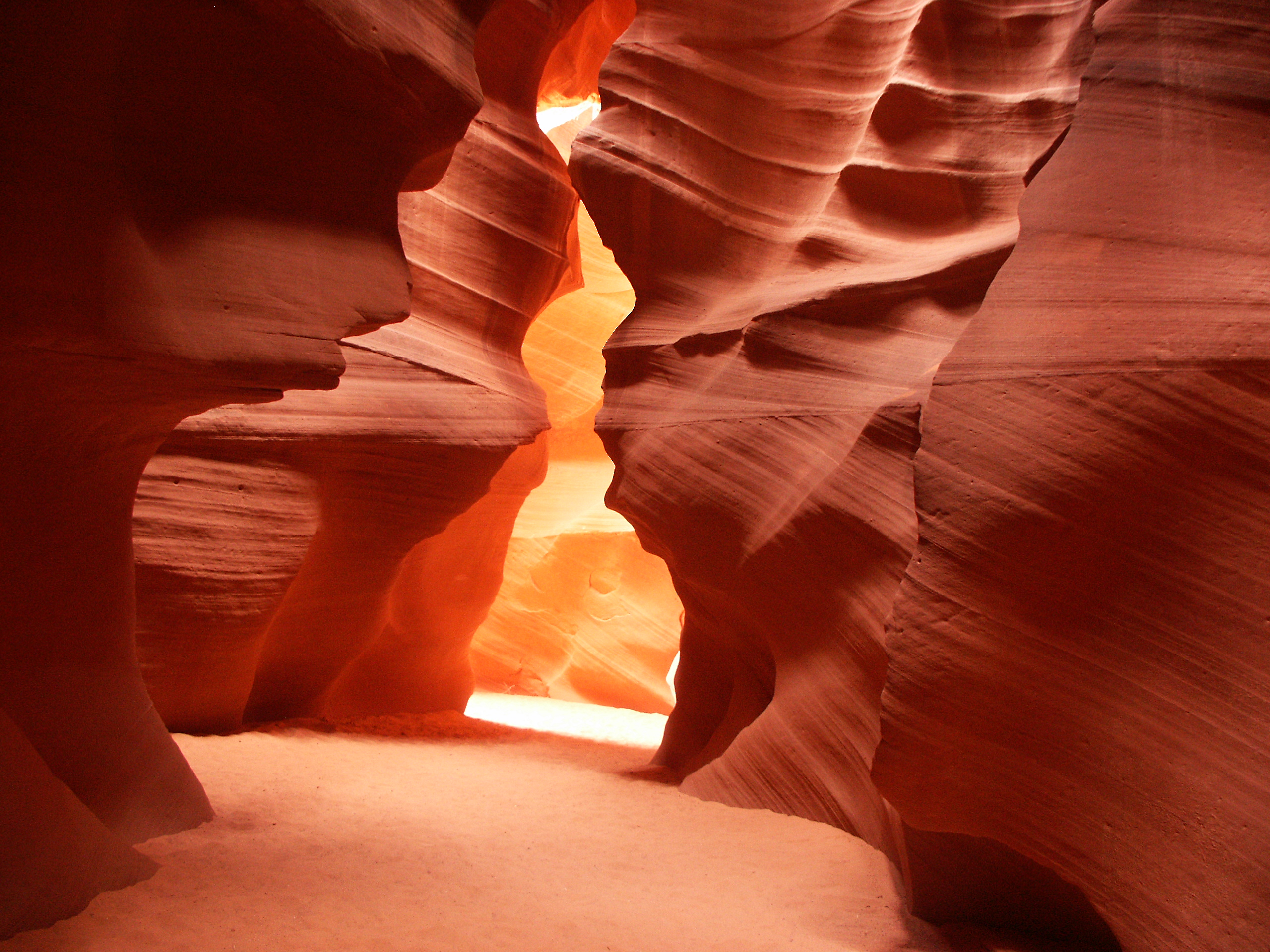

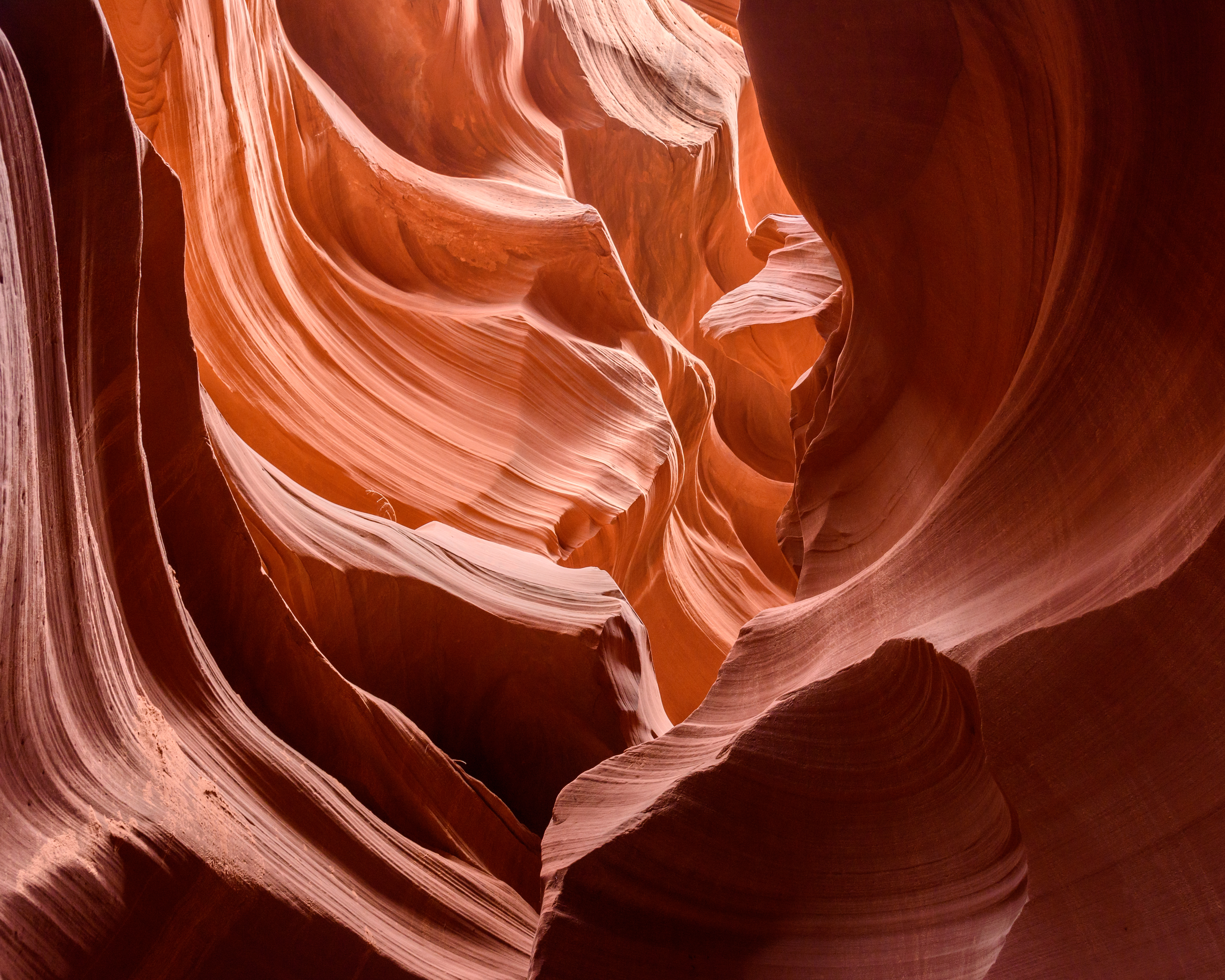

آنتلوپ کنیون (Antelope Canyon) پارکی طبیعی در ایالت آریزونا در ایالات متحده آمریکا است.
این پارک حاوی صخره‌هایی دیدنی است که توسط آب و هوا در طول سالیان بگونه‌ای غریب فرسایش یافته و در ساعاتی مخصوص از روز خالق مناظری با نورپردازی‌های نایاب می‌شوند.
این پارک همانند مانیومنت ولی متعلق به زمین‌های قبیله ناواهو می‌باشد.